# Malletia peruviana
Malletia peruviana – gatunek małża morskiego należącego do podgromady pierwoskrzelnych.
Występuje na głębokości 1900 metrów.
Są rozdzielnopłciowe, bez zaznaczonych różnic płciowych w budowie muszli. Odżywiają się planktonem oraz detrytusem.
Występuje w Peru.